# Hajdú-Bihar vármegye védett természeti értékeinek listája
Hajdú-Bihar vármegye védett természeti értékeinek listája:
- Álmosd, Miskolczy-park
- Bagamér,

1. Numidiai jegenyefenyők
2. Takó-hegyi fehér nyárak

- Bakonszeg, Bessenyei-emlékház kertje
- Balmazújváros, Nagyháti park
- Berekböszörmény, Hársfasor
- Berettyóújfalu,

1. Dr. Barcsay László kertje (Barcsay-kert)
2. Olimpiai emléktölgy
3. Korhány-ér
4. Herpályi templom környéke

- Bocskaikert, Homoki kocsányos tölgyes
- Bojt, Nagy rét
- Esztár, Nagyszék-tó
- Hajdúbagos,

1. Templom u 2. szám alatti védett fák
2. II. Rákóczi Ferenc és az Újvárosi utca platánfasorai
3. Dorogi úti hársfasor
4. Gyöngyvirágos-tölgyes erdőrészlet
5. Gyertyános tölgyes erdőrészlet
6. Zeleméri templom kertje

- Hajdúdorog, Óvoda utcai kocsányos tölgy
- Hajdúhadház,

1. Emléktölgy
2. Nagy nyárfa

- Hajdúnánás, Páfrányfenyő
- Hajdúsámson, Olimpiai emléktölgy
- Hajdúszoboszló, Emlékkert
- Hajdúszovát, Templomkert
- Kismarja,

1. Templomkert
2. Őszi kikerics élőhelye

- Mikepércs, Ezeréves tölgy
- Monostorpályi, Feketefenyves
- Nagyrábé, Füstitanyai kocsányos tölgy
- Nyíradony,

1. Kocsányos tölgy
2. Ostorfa

- Nyírmártonfalva, Hubertus-tölgyfa
- Pocsaj, egykori Ér-folyó mederszakasza
- Polgár, Kálvária-domb
- Püspökladány,

1. Hosszúháti mezővédő erdősávok
2. Hamvas-csatorna melletti tölgyek

- Téglás,

1. Gyermekotthon parkja
2. Angolkert